# Dioncounda Traoré
Dioncounda Traoré, född 23 februari 1942 i Kati, är Malis interimspresident sedan 2012. 

## Biografi
Traoré var aktiv i demokratirörelsen, vars protester ledde till att president Moussa Traoré tvingades avgå i mars 1991.
Han deltog också i bildandet av Alliansen för demokrati i Mali (ADEMA) i maj samma år.
Sedan ADEMA:s partiledare, Alpha Oumar Konaré valts till landets president 1992 tilldelades Traoré olika ministerposter till dess att han 1997 utsågs till partiets gruppledare i parlamentet.
Vid en extra partikongress i november 2000 utsågs Traoré till partiledare för ADEMA.
I parlamentsvalet 2002 förlorade han sin plats i parlamentet men återinvaldes 2007 som ledare för Alliansen för demokrati och utveckling  och utsågs då till talman för Malis parlament. 